# Силвио Мардзолини
Силвио Мардзолини (на италиански: Silvio Marzolini, испанското произношение на фамилията е Марсолини) е аржентински футболист от италиански произход, защитник.

## Биография
Роден е на 4 октомври 1940 г. в град Буенос Айрес, Аржентина. Професионалната му кариера започва през 1959 г. в аржентинския Феро Карил Оесте, където за един сезон изиграва 53 мача без отбелязан гол. През 1960 г. преминава в аржентинския Бока Хуниорс, където играе до 1972 г. с 387 мача и 10 отбелязани гола. През периода 1960 – 1969 г. играе в националния отбор на Аржентина с 28 мача и един гол. Участва на финалите на световните първенства през 1962 и 1966 г. От 1975 г. е треньор.